# 鍵盤表情
鍵盤表情，代表鍵盤樂器對鍵盤回應音樂動態的能力，包牯力度、壓力與轉移感應。
鋼琴可以顯著地反應出琴鍵一開始被壓下時的力量，這就是「力度感應」。一些早期鍵盤，例如大鍵琴，相對於鋼琴少了力度感應，這個關鍵是鋼琴的優點。大鍵琴和一些電鋼琴同樣對鍵盤被壓下後持續不放的力量感應，稱為「壓力感應」。這項功能可以被超級大鍵琴手彈出輕微修正的音調，或彈出一種稱為顫抖（bebung）的抖音表現。為了避免混淆，某些時候會把壓力感應稱為「後壓」（aftertouch）。不論力度和壓力感應，在MIDI規範中都分別單獨支援。
通常只有高階電鋼琴使真實的壓力感應生效，直到最近大部分（非全部）的電鋼琴也開始支援力度感應。部分劣等鍵盤是純粹力度感應的樂器，卻號稱為壓力感應，這導致生產商走向一種不幸的趨勢。
第三種感應為「轉移感應」，這種轉移現象常見於風琴。大部分機械式風琴和部分的電子式風琴都是轉移感應，換言之，你可以把琴鍵分次按下，在風琴裡相對應的音比完全按下的時候會產生一些少量的聲音。小型桌上風琴和手風琴對於琴鍵被按下時會增加聲音的輸出是很類似。在手風琴或少數的風琴，甚至可以發現小小的循環伴奏（單鍵和絃）鍵，因此，電子式風琴保留這項鍵盤表情。